# Motol (Praga)
Motol – część Pragi. W 2006 zamieszkiwało ją 3 927 mieszkańców.